# 안성진
안성진은 대한민국의 작곡가다.

## 라디오
- 꿈과 음악 사이에 (1998~2000)
- CCM POWER (~현재)

## 방송
- 씨씨엠스타 (2013)